# Álvaro Herrera
Álvaro Herrera Mendoza (Guadalajara, Jalisco; 14 de mayo de 1990) es un artista marcial mixto mexicano que compite en la división de peso ligero.

## Primeros años
Álvaro Herera nació el 14 de mayo de 1990 en Guadalajara, Jalisco, México. Es un estudiante universitario con especialización en química biofarmacéutica. Peleó principalmente en su país natal antes de ser seleccionado para ser uno de los miembros del elenco de The Ultimate Fighter: Latin America 2, y luego firmó con la Ultimate Fighting Championship.

## Carrera de artes marciales mixtas

### Carrera temprana
Álvaro Herrera comenzó su carrera profesional en artes marciales mixtas en 2008. Mientras estaba en el circuito regional de América del Sur, compitió principalmente en su país de origen, México. Acumuló un récord de 8-3 antes de probar para el programa de desarrollo de América Latina de UFC.
Después de entrenar en Jackson's MMA a expensas de UFC, Herrera fue seleccionado como uno de los miembros del elenco de The Ultimate Fighter: Latin America 2, de la serie de televisión UFC The Ultimate Fighter, bajo el equipo de Efraín Escudero en abril de 2015. En la ronda eliminatoria, Herrera perdió la pelea ante Hector Aldana por decisión unánime.

### Ultimate Fighting Championship
Herrera hizo su debut promocional el 21 de noviembre de 2015 en The Ultimate Fighter Latin America 2 Finale en Monterrey, Nuevo León, México. Se enfrentó a Vernon Ramos y ganó la pelea por KO en la primera ronda.
Luego Herrera se enfrentó a Vicente Luque el 7 de julio de 2016 en UFC Fight Night: dos Anjos vs. Alvarez. Perdió la pelea en la segunda ronda por estrangulamiento.
Se esperaba que Herrera enfrentara a Alex Ricci en UFC Fight Night: Lewis vs. Browne. Sin embargo, Herrera se retiró de la pelea a mediados de enero debido a una lesión y fue reemplazado por Paul Felder.
Herrera se enfrentó a Jordan Rinaldi el 5 de agosto de 2017 en UFC Fight Night: Pettis vs. Moreno en una pelea de peso ligero. Perdió la pelea por sumisión en el primer asalto.
Herrera se enfrentó a Devin Powell el 28 de julio de 2018 en UFC on Fox 30. Perdió la pelea por nocaut debido a patadas al cuerpo en el primer asalto.

### Combate Americas
Después de separarse de UFC, Herrera firmó con Combate Américas e hizo su debut promocional contra Ignacio Capella en Combate 32 el 8 de marzo de 2019. Perdió la pelea por nocaut en el primer asalto.

## Campeonatos y logros
- Black Fighting Championship
  - Black Fighting Championship Welterweight Champion (Una vez) vs. Jorge Campos Negrete
- Black Jaguar Fights
  - Black Jaguar Fights Welterweight Champion (Una vez) vs. Gabriel Alamilla

## Récord en artes marciales mixtas
| Récord profesional | Récord profesional | Récord profesional |
| 16 peleas          | 9 victorias        | 7 derrotas         |
| ------------------ | ------------------ | ------------------ |
| Nocaut             | 5                  | 4                  |
| Sumisión           | 3                  | 3                  |
| Decisión           | 1                  | 0                  |

| Resultado | Récord | Oponente              | Método                      | Evento                                                          | Fecha                    | Ronda | Tiempo | Localización     | Notas                                                 |
| --------- | ------ | --------------------- | --------------------------- | --------------------------------------------------------------- | ------------------------ | ----- | ------ | ---------------- | ----------------------------------------------------- |
| Derrota   | 9–7    | Ignacio Capella       | TKO (golpes)                | Combate 32: Mexico vs. Spain                                    | 8 de marzo de 2019       | 1     | 2:59   | Guadalajara      |                                                       |
| Derrota   | 9–6    | Devin Powell          | TKO (golpes)                | UFC on Fox: Alvarez vs. Poirier 2                               | 28 de julio de 2018      | 1     | 1:52   | Calgary          |                                                       |
| Derrota   | 9-5    | Jordan Rinaldi        | Sumision (Von Flue choke)   | UFC Fight Night: Pettis vs. Moreno                              | 5 de agosto de 2017      | 2     | 2:01   | Ciudad de México |                                                       |
| Derrota   | 9-4    | Vicente Luque         | Sumisión (D'Arce choke)     | UFC Fight Night: dos Anjos vs. Alvarez                          | 7 de julio de 2016       | 2     | 3:52   | Las Vegas        |                                                       |
| Victoria  | 9–3    | Vernon Ramos          | KO (golpe)                  | The Ultimate Fighter Latin America 2 Finale: Magny vs. Gastelum | 21 de noviembre de 2015  | 1     | 0:30   | Monterrey        |                                                       |
| Victoria  | 8–3    | Jorge Campos Negrete  | Sumision (guillotine choke) | UFC Fight Night: Stephens vs. Choi                              | 30 de agosto de 2012     | 1     | 3:15   | San Luis, Misuri | Ganó el campeonato de peso welter Black Fighting.     |
| Derrota   | 7–3    | Gabriel Toussaint     | TKO (paro médico)           | Mazatlan Extreme Fighting                                       | 15 de octubre de 2011    | 2     | 5:00   | Mazatlan         |                                                       |
| Victoria  | 7–2    | Gabriel Alamilla      | Sumisión (estrangulamiento) | Black Jaguar Fights                                             | 3 de septiembre de 2011  | 2     | 3:20   | Cancún           | Ganó el campeonato de peso welter Black Jaguar Fights |
| Victoria  | 6–2    | Jorge Campos Negrete  | TKO (golpes)                | GEX Cage Tournament: Old Jack's Fight Night - Payback           | 15 de junio de 2011      | 2     | 2:54   | Jalisco          |                                                       |
| Victoria  | 5–2    | Elias Diaz            | DQ                          | GEX Cage Tournament: Old Jack's Fight Night VIP 4               | 29 de septiembre de 2010 | 0     | 0:08   | Jalisco          |                                                       |
| Derrota   | 4–2    | Jimmer Hernandez      | KO (golpe)                  | Supreme Kombat Challenge 3                                      | 3 de septiembre de 2010  | 0     | 0:04   | Jalisco          |                                                       |
| Victoria  | 4–1    | David Gonzalez Guerra | Sumisión (triangle armbar)  | GEX Cage Tournament 5                                           | 3 de junio de 2010       | 1     | 1:58   | Jalisco          |                                                       |
| Victoria  | 3–1    | Álvaro Laguna         | KO (golpe)                  | Calle 2 Fight Night                                             | 28 de marzo de 2010      | 1     | 1:47   | Jalisco          |                                                       |
| Derrota   | 2–1    | Houston Ortega        | KO (golpe)                  | Black Fighting Championships 5                                  | 19 de marzo de 2010      | 1     | 2:02   | Jalisco          |                                                       |
| Derrota   | 1–1    | David Gonzalez Guerra | Sumision (rear-naked choke) | GEX Cage Tournament: Gladiadores Extremos                       | 2 de febrero de 2009     | 1     | 2:40   | Jalisco          |                                                       |
| Victoria  | 1–0    | Houston Ortega        | TKO (golpes)                | Black Fighting Championships 4                                  | 26 de noviembre de 2008  | 1     | 1:16   | Jalisco          |                                                       |